# سه کارآگاه خصوصی
سه کارآگاه خصوصی فیلمی به کارگردانی و نویسندگی محمد متوسلانی محصول سال ۱۳۴۴ است.

## داستان
امیر، منصور و نادر با دیدن فیلم‌های تلویزیونی جنائی به عملیات کارآگاهان خصوصی علاقه‌مند می‌شوند...

## بازیگران
- محمد متوسلانی
- منصور سپهرنیا
- گرشا رئوفی
- نسرین صفایی
- نیکو صفایی
- سارا
- حمیده خیرآبادی
- علی معماری